# Meerestief

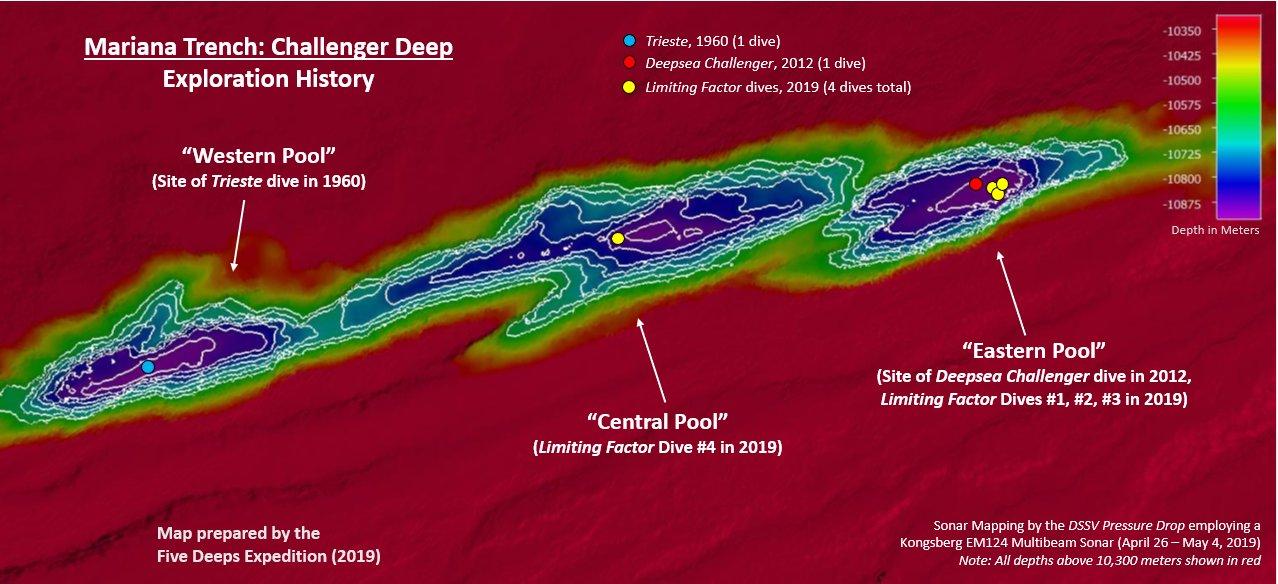
West-, Zentral- und Ostpool
im Marianengraben
Witjastief im Ostpool

Ein Meerestief ist eine sehr tiefe Stelle des Weltmeeres. Im Unterschied zu meist sehr langgestreckten Tiefseerinnen oder Tiefseegräben ist ein Meerestief ein nur recht kleiner Bereich des Meeresbodens, der teils in einer solchen Rinne oder in einem Tiefseebecken liegt und als das Gegenteil eines sehr hohen Berges betrachtet werden kann. Kenntnisse über die Gestalt und die Tiefe des Meeresbodens liefert die Bathymetrie.
Siehe auch: Liste der Tiefseegräben und Meeresrücken

## Meerestiefen sortierbar

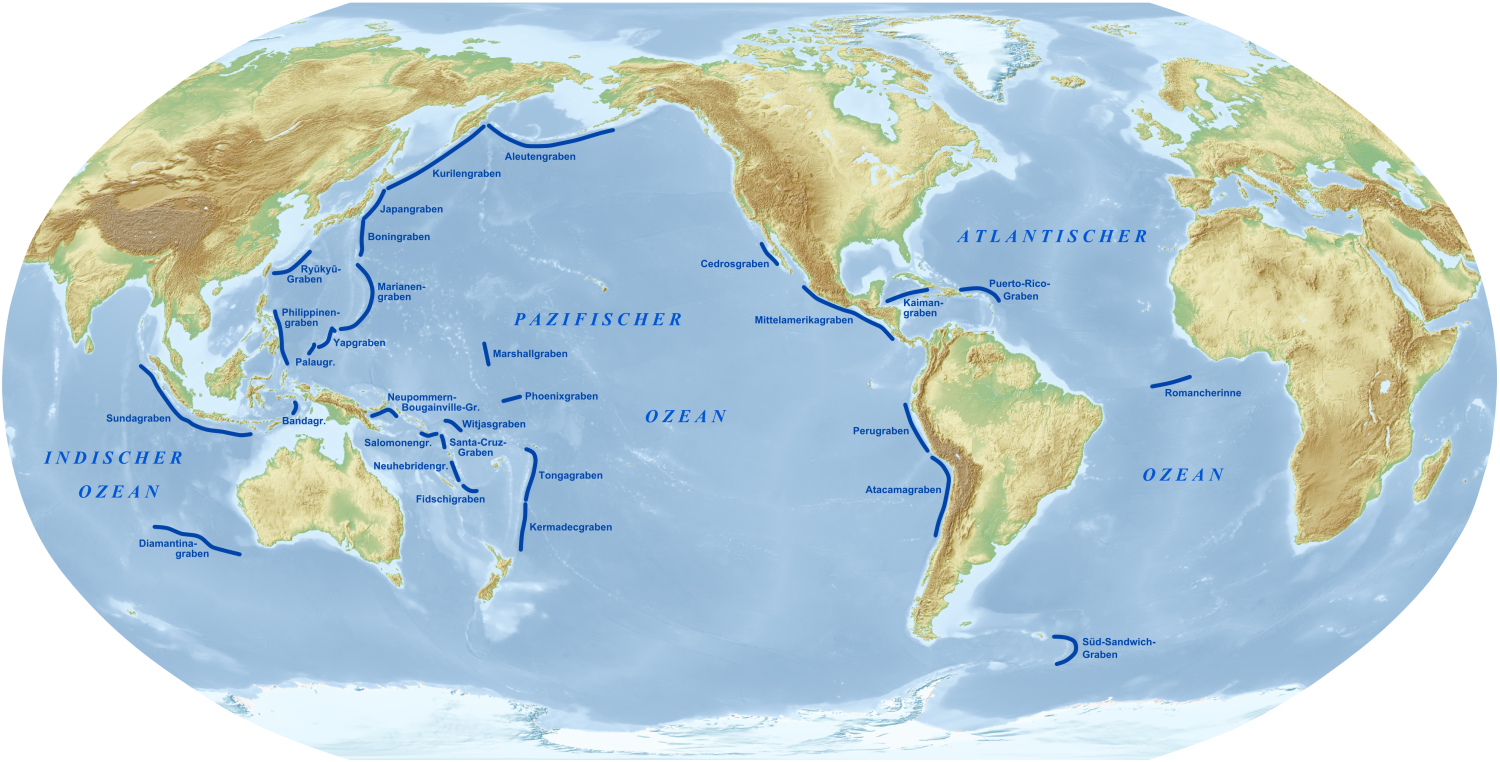
Karte der weltweiten Tiefseerinnen

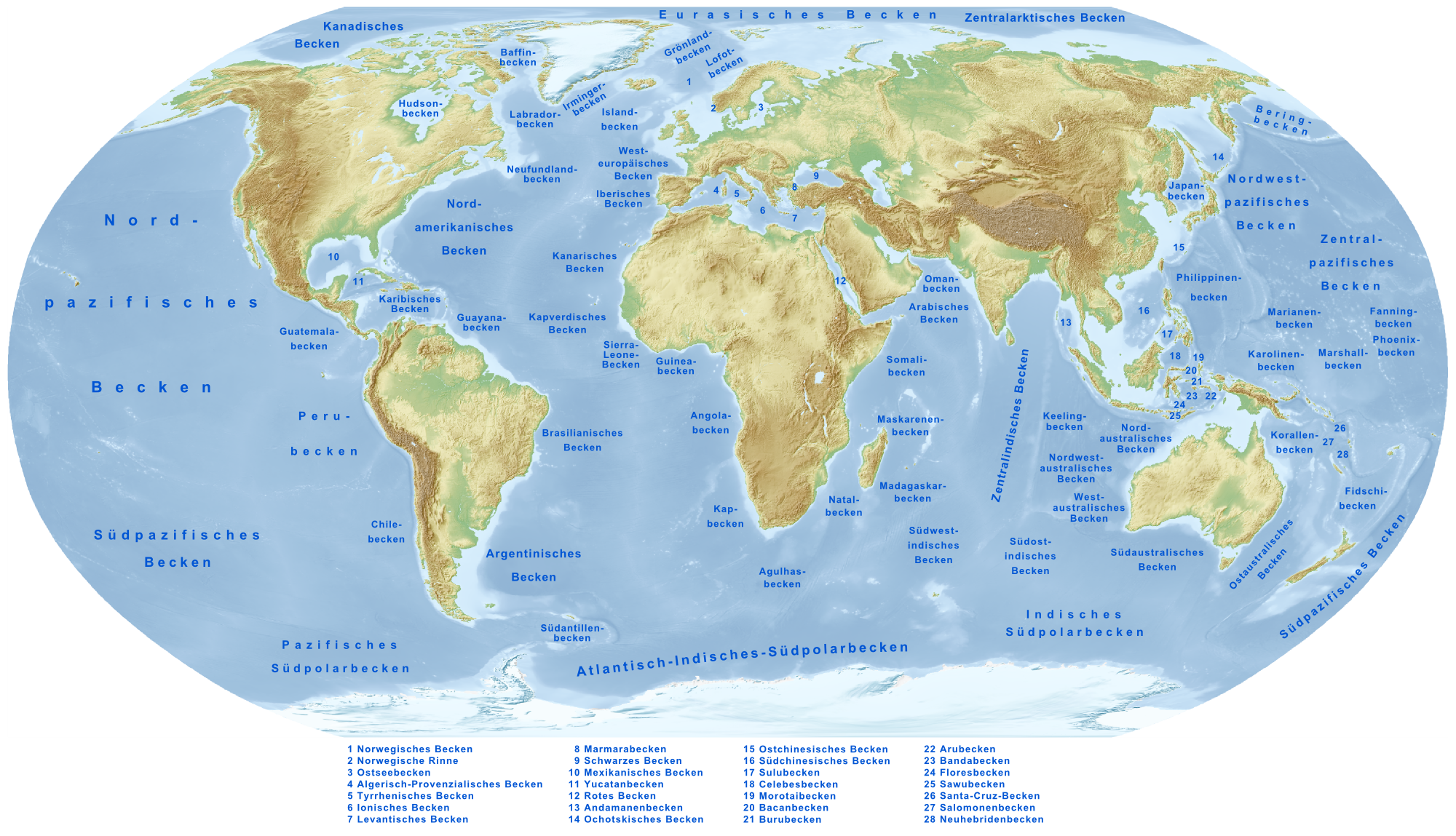
Karte der weltweiten Seebecken

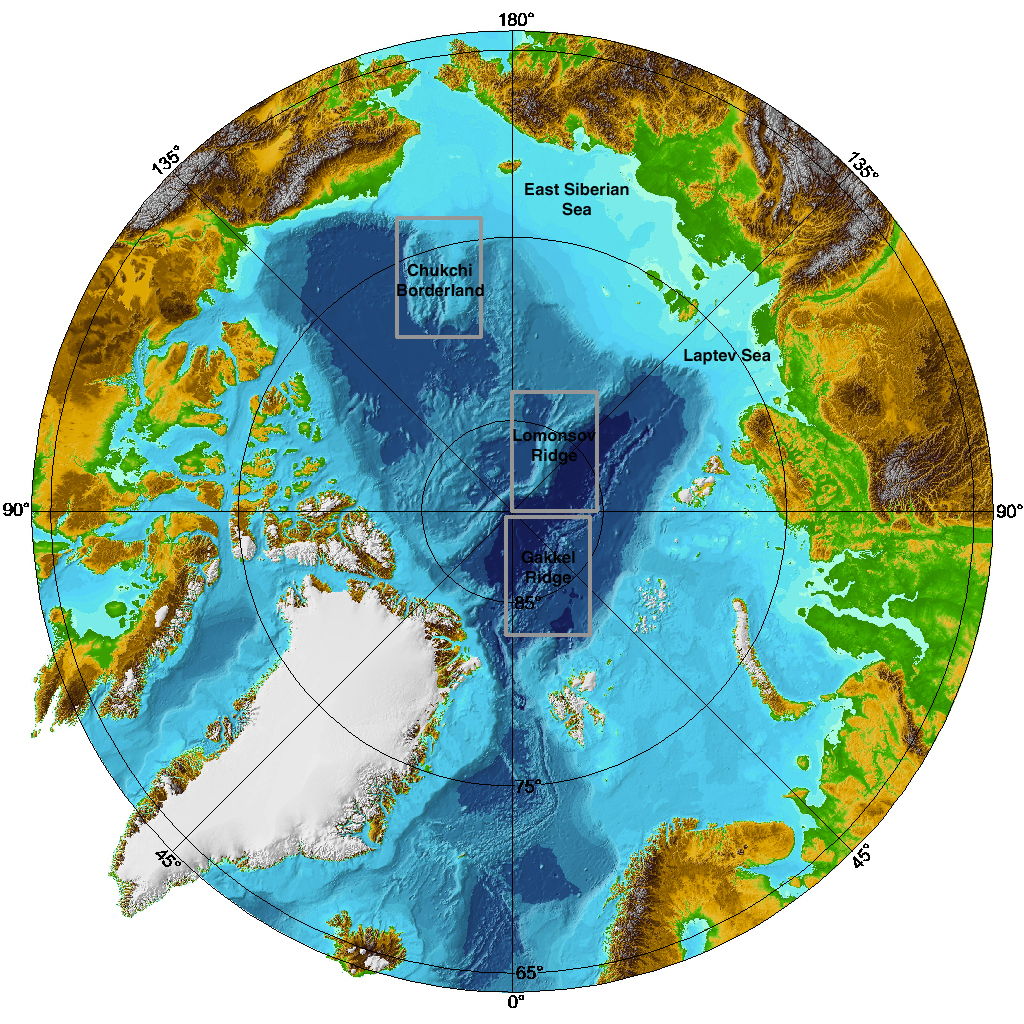
Karte der nordpolaren Tiefseegräben

Beispiele für im Ozean und seinen Nebenmeeren befindliche Meerestiefs:
Im Südpolarmeer befinden sich bisher keine genau vermessenen Meerestiefen, aber Tiefseebecken.
| Name                  | Tiefe (m) | Ozean              | Geo-Koordinaten               | Lage in Tiefsee- graben oder -becken | Bemerkung                                                                                  |
| --------------------- | --------- | ------------------ | ----------------------------- | ------------------------------------ | ------------------------------------------------------------------------------------------ |
| Berlintief            | 6.840     | Indischer Ozean    | 14° 0′ 0″ S, 114° 0′ 0″ O     | Nordaustralisches Becken             |                                                                                            |
| Byrdtief              | 8.582     | Pazifischer Ozean  | 58° 0′ 0″ S, 177° 59′ 59″ O   | Südpazifisches Becken                |                                                                                            |
| Calypsotief           | 5.109     | Mittelmeer         | 36° 34′ 0″ N, 21° 8′ 0″ O     | Ionisches Becken                     | tiefste Stelle im Mittelmeer                                                               |
| Cape-Johnson-Tief     | 10.497    | Pazifischer Ozean  | 11° 0′ 0″ N, 127° 0′ 0″ O     | Philippinengraben                    |                                                                                            |
| Challengertief        | 10.984    | Pazifischer Ozean  | 11° 19′ 35″ N, 142° 11′ 14″ O | Marianengraben                       |                                                                                            |
| Dordrechttief         | 7.100     | Indischer Ozean    | 33° 25′ 12″ S, 101° 28′ 48″ O | Südostindisches Becken               | tiefster Punkt der Diamantina Fracture Zone                                                |
| Emdentief             | 10.400    | Pazifischer Ozean  | 9° 0′ 0″ N, 127° 0′ 0″ O      | Philippinengraben                    |                                                                                            |
| Galatheatief          | 10.540    | Pazifischer Ozean  | 12° 0′ 0″ N, 127° 0′ 0″ O     | Philippinengraben                    |                                                                                            |
| Hilgardtief           | 7.315     | Pazifischer Ozean  | 3° 0′ 0″ S, 165° 0′ 0″ W      | Phoenixgraben                        |                                                                                            |
| Horizontief           | 10.647    | Pazifischer Ozean  | 25° 0′ 0″ S, 175° 0′ 0″ W     | Tongagraben                          |                                                                                            |
| Jeffreytief           | 5.998     | Indischer Ozean    | 38° 0′ 0″ S, 133° 0′ 0″ O     | Südaustralisches Becken              |                                                                                            |
| Landsorttief          | 459       | Atlantischer Ozean | 58° 35′ 0″ N, 18° 14′ 0″ O    | westliches Gotlandbecken             | tiefste Stelle der Ostsee                                                                  |
| Litketief             | 5.449     | Arktischer Ozean   | 82° 24′ 0″ N, 19° 31′ 0″ O    |                                      |                                                                                            |
| Meteortief            | 8.264     | Atlantischer Ozean | 55° 40′ 0″ S, 25° 55′ 0″ W    | Süd-Sandwich-Graben                  | 1920 vom Forschungsschiff Meteor entdeckt                                                  |
| Milne-Edwards-Tief    | 6.262     | Pazifischer Ozean  | 8° 21′ 0″ S, 81° 25′ 0″ W     | Perugraben                           |                                                                                            |
| Milwaukeetief         | 8.376     | Atlantischer Ozean | 19° 35′ 0″ N, 66° 30′ 0″ W    | Puerto-Rico-Graben                   | tiefste Stelle im Atlantik                                                                 |
| Molloytief            | 5.669     | Arktischer Ozean   | 79° 8′ 30″ N, 2° 47′ 0″ O     |                                      | tiefste Stelle im Nordpolarmeer, an der Nahtstelle von Grönlandsee und Nordpolarmeer       |
| Planettief            | 9.142     | Pazifischer Ozean  | 7° 0′ 0″ S, 154° 0′ 0″ O      | Neupommern-Bougainville-Graben       | tiefste Stelle des Neupommern-Bougainville-Grabens                                         |
| Ramapotief            | 10.554    | Pazifischer Ozean  | 31° 0′ 0″ N, 142° 0′ 0″ O     | Boningraben                          |                                                                                            |
| Sirenatief            | 10.714    | Pazifischer Ozean  | 12° 3′ 55″ N, 144° 34′ 52″ O  | Marianengraben                       | 1997 durch Sonarmessung der Hawaii Mapping Research Group entdeckt                         |
| Spencer-F.-Byrd-Tiefe | 8.065     | Pazifischer Ozean  | 23° 0′ 0″ S, 71° 0′ 0″ W      | Atacamagraben                        |                                                                                            |
| Webertief             | 7.440     | Pazifischer Ozean  | 6° 0′ 0″ S, 131° 0′ 0″ O      |                                      | im Osten der Bandasee                                                                      |
| Witjastief 1          | 11.034    | Pazifischer Ozean  | 11° 19′ 0″ N, 142° 15′ 0″ O   | Marianengraben                       | gilt als tiefste Stelle der Weltmeere; dieser 1957 gemessene Wert wird jedoch angezweifelt |
| Witjastief 2          | 10.882    | Pazifischer Ozean  | 22° 56′ 41″ S, 174° 43′ 59″ W | Tongagraben                          | tiefste Stelle im Tongagraben                                                              |
| Witjastief 3          | 10.542    | Pazifischer Ozean  | 44° 0′ 0″ N, 151° 0′ 0″ O     | Kurilengraben                        | tiefste Stelle im Kurilengraben                                                            |
| Witjastief 4          | 10.047    | Pazifischer Ozean  | 32° 0′ 0″ S, 177° 0′ 0″ W     | Kermadecgraben                       | tiefste Stelle im Kermadecgraben                                                           |